# Vélez de Benaudalla
Vélez de Benaudalla é um município da Espanha na província de Granada, comunidade autónoma da Andaluzia, de área 79 km² com população de 2892 habitantes (2007) e densidade populacional de 32,64 hab/km².

## Demografia
| Variação demográfica do município entre 1991 e 2021 | Variação demográfica do município entre 1991 e 2021 | Variação demográfica do município entre 1991 e 2021 | Variação demográfica do município entre 1991 e 2021 | Variação demográfica do município entre 1991 e 2021 |
| --------------------------------------------------- | --------------------------------------------------- | --------------------------------------------------- | --------------------------------------------------- | --------------------------------------------------- |
| 1991                                                | 1996                                                | 2001                                                | 2004                                                | 2021                                                |
| 2478                                                | 2688                                                | 2580                                                | 2575                                                | 2923                                                |